# Micronychiops aurescens
Micronychiops aurescens là một loài ruồi trong họ Tachinidae.